# 田島正陽
田島 正陽（たじま まさはる、1950年 - ）は、日本の建築家。日本建築家協会九州支部・理事・支部長。群馬県生まれ。

## 略歴
- 1974年　日本大学理工学部建築学科卒業。
- 1974年～1978年　株木建設設計部勤務。
- 1978年～1989年　一粒社ヴォーリズ建築事務所勤務。
- 1989年　田島正陽建築事務所設立。

## 主な作品
- 福原学園耕雲館（福岡県北九州市、1995年）
- 特別養護老人ホームエルンテハイム（福岡県三橋町、2003年）
- 森山内科医院（福岡県杷木町、1999年）